# Val-de-Sos
Val-de-Sos község Franciaország Okcitánia régiójában, Ariège megyében. Új községként 2019. január 1-jén jött létre négy korábbi község: Vicdessos, Sem, Goulier és Suc-et-Sentenac egyesítésével. Lakosainak száma 571 fő (2022. január 1.).

## Népesség
| Lakosok száma | 627  | 594  | 561  | 554  | 543  | 571  |
|               | 2017 | 2018 | 2019 | 2020 | 2021 | 2022 |